# Rehoboth, Massachusetts
Rehoboth är en kommun (town) i Bristol County i delstaten Massachusetts, USA, med cirka 10 172 invånare (2000). Den har enligt United States Census Bureau en area på 121,1 km².